# Cañita Brava
Manuel González Savín, más conocido como Cañita Brava, (Las Jubias, La Coruña; 2 de marzo de 1946) es un artista cómico-musical español.
Saltó a la fama a comienzos de la década de 1990, con canciones como La pichina, El fugitivo, O caldo de María, Twist esa chica, Espikinllú o Los invasores, además de otros temas como Canción en chino, Canción en ruso o El indio cheiroco, en los que utiliza una particular mezcla de expresiones cómicas pretendidamente tomadas de varios idiomas. Sus primeras apariciones fueron en el programa El semáforo junto a José Failde. Posteriormente ha colaborado en las películas de Santiago Segura, Torrente, el brazo tonto de la ley, Torrente 3: El protector, Torrente 4, Torrente 5 y Sin rodeos, así como en el cortometraje Estación de carretera.

## Biografía

### Inicios
Natural de Las Jubias, vecino de Los Castros, en la ciudad de La Coruña. Antes de dedicarse al mundo de la farándula, Cañita trabajaba en el muelle de su localidad natal. Tras algunas apariciones de ámbito local, Cañita tuvo su primera oportunidad en el programa televisivo de RTVE El semáforo, presentado por Jordi Estadella y la vedette francesa Marlene Morreau. 
A la primera aparición de Cañita en TVE (en la que no interpretó canción alguna, limitándose su intervención a relatar a modo de parodia la retransmisión del legendario España-Malta) le sucedieron muchas otras, en las que el coruñés no se limitaba a componer y cantar, ampliando su repertorio con coreografías, chistes, polifonía y vestuario. Muestras de ello se encuentran en su versión de la serie El fugitivo, o la torera “La pota del caldo de María”. Otras primeras muestras del artista son “Canción en ruso” o “Ya vienen los pastores”, esta última especialmente importante en la carrera televisiva de Cañita, ya que fue la única ocasión en la que un participante de El semáforo volvía por aclamación popular fuera de concurso. “Tengo más de 26 canciones, tengo María Isabel...”, asegura en esos momentos “y siempre me quedan las mejores para el final, siempre me pasa igual, al final me quedan las mejores ¿eso como se come?”.

### Aparición enTorrente
En 1998 dio el salto a la gran pantalla de la mano de Santiago Segura, con un pequeño papel en el éxito de taquilla Torrente: El brazo tonto de la ley, película en la que compartía cartel con actores de la categoría de Tony Leblanc, o el también gallego Manuel Manquiña, Chus Lampreave o el propio Segura. La frase estelar de Cañita –“me debes seis mil pesetas de whisky”-- tuvo tal popularidad que cuando Segura se decidió a hacer la tercera parte de la saga de Torrente, le pidió a Cañita que volviera a aparecer interpretando una línea similar, adaptándolo esta vez en euros. Pese al rotundo éxito de ambas producciones, lo que fácilmente hubiese podido traducirse en un vehículo fílmico propio (se habló en los medios de una probable película al lado de El Fary y Luixy Toledo, muy al estilo de Levando Anclas), se decantó el gallego por un producto mucho menos ambicioso pero igualmente estimulante.
Posteriormente actúa en el cortometraje Cañita Brava en Los Invasores, una cinta cómica de Serie B, orientada a la ciencia ficción en clave de humor, y deudor de tramas al estilo FBI o Expediente X, en la que interpreta a un detective, Crime, en misión secreta en búsqueda de una muchacha cuyo paradero se desconoce. Al mismo tiempo pone término a su etapa en el programa Crónicas Marcianas de Javier Sardá en Telecinco, que se retira de la parrilla.
Su agente en la actualidad es el consultor y productor David Rial Montes, encargado de gestionar los conciertos en España de Mika, Gloria Gaynor, Lady Gaga entre otros.

### Actualidad
Durante 2007 Cañita Brava colaboró en el programa de Santiago Segura "Sabías a lo que venías" en la cadena española La Sexta, junto a Leonardo Dantés y Luixy Toledo. También realiza shows por toda la geografía ibérica, participando en inauguraciones de discotecas, fiestas diversas (como la Telecogresca en Barcelona, para la cual compuso especialmente el tema Telocrec·ca) donde a sus ya conocidos juegos idiomáticos introduce por primera vez palabras en catalán, como la que da título a la canción y posteriormente incluso llega a dar pregones para festividades locales.
En 2011 intervino en la cuarta entrega de Torrente ("Torrente Lethal crisis"), siendo uno de los pocos actores que ha participado en la saga interpretando siempre al mismo personaje.
Desde el año 2012, interviene semanalmente con su propio espacio "#Conexióncañita", en el programa de actualidad y humor Vaya V de V Televisión. En el cual se conoce el día a día de Cañita Brava y se recorren diferentes lugares de la geografía gallega. Fue el encargado de despedir el año 2012 para la citada cadena, dando su particular visión del popular discurso de su majestad el Rey. Tras el éxito en #conexioncañita, ahora es junto a Iago García el presentador del programa Vaya V de V televisión.
En 2014, participa en el rodaje de la quinta entrega de Torrente, Torrente 5: Operación Eurovegas.
En 2016, participa en el rodaje del reality "Una Chica para Pedre" en el que también colabora en la grabación de la cabecera del mismo junto a su compañero y amigo Leonardo Dantes, "Una Chica para Pedre" es un programa creado por Daniel Iglesias (Indiana) conocido por su paso por programas del grupo Madiaset (Un príncipe para Laura, Hazte un selfi, First Dates...) Cañita Brava es entrevistado por Héctor Arteaga, actor y presentador, el cual es su actual management.
En 2017 actúa en el programa más famoso de citas de la televisión "First Dates mi gran nochevieja" un especial fin de año para Cuatro, cadena del grupo Mediaset España. El showman de Os Castros deleitó a los comensales con "Amiyu", en homenaje a Michael Jackson, entre otros éxitos y composiciones además de acompañar al presentador Carlos Sobera, al que ha bautizado como "Carlos Hoguera".

## Filmografía

### Largometrajes
- Torrente, el brazo tonto de la ley (1998)
- Torrente 3: El protector (2005)
- Torrente 4: Lethal Crisis (2011)
- Torrente 5: Operación Eurovegas (2014)

### Series
- Vincent Finch: Diario de un ego (2013)

### Reality
- Una chica para Pedre (2016)
- First Dates (2017)

### Cortometrajes
- Cañita Brava en Los Invasores
- Estación de carretera (2009)
- Yo no soy Cañita Brava (2019)[6]